# 邱国义
邱国义（1936年10月—），江苏人，中华人民共和国政治人物，中国致公党党员，中国致公党中央委员会常务委员、秘书长。